# Guido Levi
Guido Salomone Levi (* 8. April 1896 in Tunis; † 1986 in Paris) war ein italienischer Antifaschist.

## Biographie
Guido Levi wurde in Tunis als Sohn von Guglielmo Levi, Arzt (* 1868 in Livorno) und Ines Funaro geboren. Er entstammte einer jüdischen Familie, die im Jahre 1894 aus Livorno nach Tunesien ausgewandert war. Eine jüngere Schwester, Elia, wurde am 5. Juli 1911 in Tunis geboren.
Von 1913 bis 1917 studierte er Medizin in Genua. Danach setzte er seine Studien an der medizinisch-chirurgischen Fakultät der Universität in Rom fort.
Nach Abschluss seines Studiums und nach seiner Rückkehr nach Tunis eröffnete der in der Öffentlichkeit als Antifaschist bekannte Levi eine Praxis für Gynäkologie und Geburtshilfe. Die dem italienischen Innenministerium unterstellte politische Polizei legte im Jahre 1932 eine Akte über ihn an; Informanten leiteten ihre Beobachtungen an diese weiter. In einem Informantenbericht vom 23. Februar 1939 wurde er als ʹʹgefährlicher intellektueller Propagandistʹʹ bezeichnet. Levi war Mitglied der lokalen Sektion der Lega Italiana dei Diritti dell’Uomo, der Union Démocratique Franco-Italienne und der Liga der italienischen Juden gegen Rassismus und war mit Luigi Campolonghi eng befreundet.
Nach dem Kriegseintritt Italiens im Juni 1940 wurde Levi von den italienischen Behörden zur Verhaftung ausgeschrieben. Nach der deutschen Besetzung Frankreichs stand er verfolgten Antifaschisten bei, besonders Ottavio Abbati, der in Algerien interniert war und den er mit Briefen, Geld und Medikamenten versorgte. Während der deutschen Besatzung Tunesiens musste er untertauchen.
In der Nachkriegszeit setzte er seine berufliche Tätigkeit in Tunis, später in Issy-les-Moulineaux bei Paris fort. Er starb in Paris.